# Temporada da NBA de 1974–75

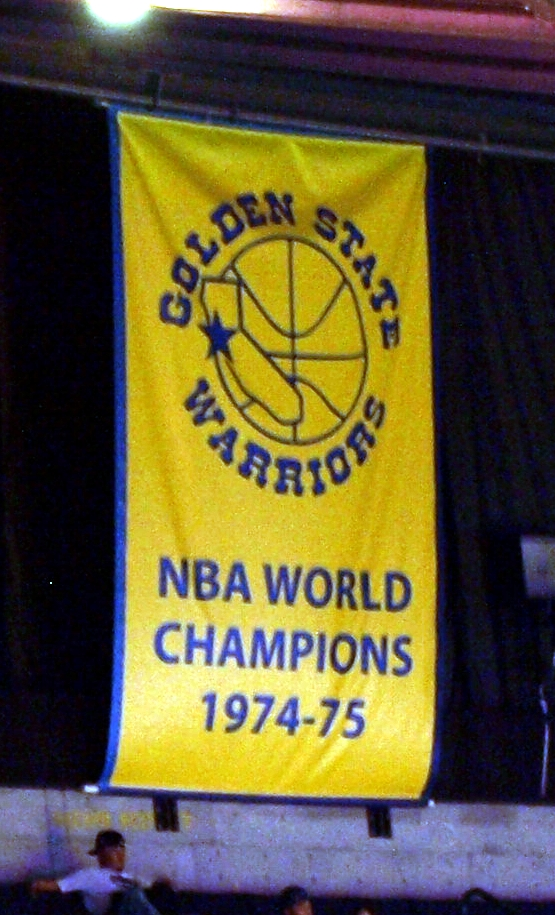
Foto da Bandeira do Golden State Warriors na temporada de 1974-75.

A Temporada da NBA de 1974-75 foi a 29º temporada da National Basketball Association. O campeão foi o Golden State Warriors.